# Le monde est comme ça
Pour plus de détails, voir Fiche technique et Distribution.
Le monde est comme ça est un film documentaire suisse réalisé par Fernand Melgar, sorti en 2013.
Cinq protagonistes du film Vol spécial témoignent de leur condition de vie difficile une année après leur expulsion du territoire suisse.
À la suite de sa diffusion télévisuelle à la RTS, l'Office fédéral des migrations est critiqué pour ses méthodes d'expulsion de sans-papier et des voix s'élèvent contre les « lex blocher » destinées à limiter l'immigration et les demandes d'asile en Suisse.    
Il reçoit une majorité de critiques positives et plusieurs prix dans des festivals.  
Le film est disponible gratuitement en VOD.

## Synopsis
Wandifa le rappeur, Ragip le manœuvre, Geordry le requérant d'asile, Dia le sans-papier et Jeton le Rom : cinq ex-détenus du film Vol spécial témoignent à visage découvert de leur destin tragique une année après leur expulsion forcée du territoire helvétique. Enlevés brutalement à leur pays d'accueil et, pour certains, à leurs enfants parce qu’ils étaient sans-papier ou requérant d'asile débouté, ils débarquent menottés entre deux policiers suisses et sont remis aux autorités de leur pays d'origine. Après des années d'exil, ils survivent au Sénégal, Kosovo, Gambie ou Cameroun, sans ressources, cachés, bannis de leur famille et parfois même mis en prison à leur arrivée pour avoir « sali l'honneur du pays ». Certains souffrent de trouble de stress post-traumatique conséquent à leur détention et leur violente expulsion. Ce film, qui donne suite à Vol spécial révélant les conditions de détention et les méthodes musclées d'expulsion d'étrangers en situation irrégulière en Suisse, rend compte de la violence d'une politique migratoire pratiquée en Suisse comme en Europe.

## Protagonistes

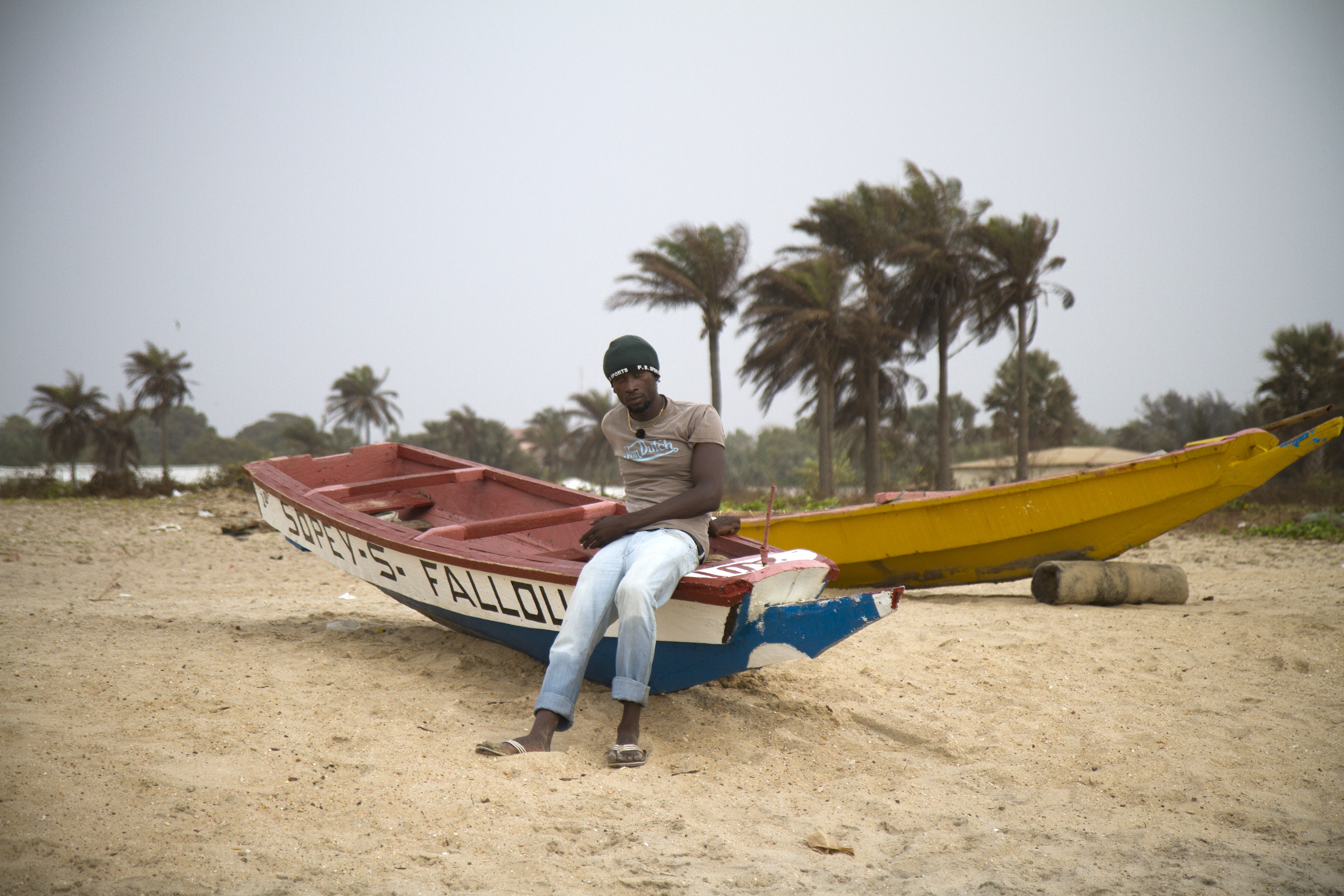
Wandifa sur la plage de Tanji en Gambie.

Wandifa Njie quitte la Gambie sur un bateau de pêcheur, au risque de se noyer ou de se perdre en haute-mer, et débarque clandestinement avec ses compagnons d'infortune aux îles Canaries. Après avoir trouvé quelques petits jobs en Europe, il tente sa chance à Genève comme musicien de rue. Sans patente, il se fait vite arrêter et mettre au Centre de détention administrative de Frambois en vue de son expulsion. À l'âge de vingt ans, pour la seule raison d'être un migrant clandestin, il est privé de liberté pendant 16 mois. Son retour forcé en Gambie est difficile : sa famille s’est sacrifiée pour payer son voyage. Durant sa détention à Frambois, il travaille sans relâche dans un atelier pour envoyer chaque mois son pécule de 300 CHF à sa famille en Gambie. Cet argent permet à une quinzaine de personnes de se nourrir, de payer l'école pour les enfants et les soins médicaux. Devenu paria au sein de sa propre famille, il est contraint de refaire le voyage vers l’Europe.

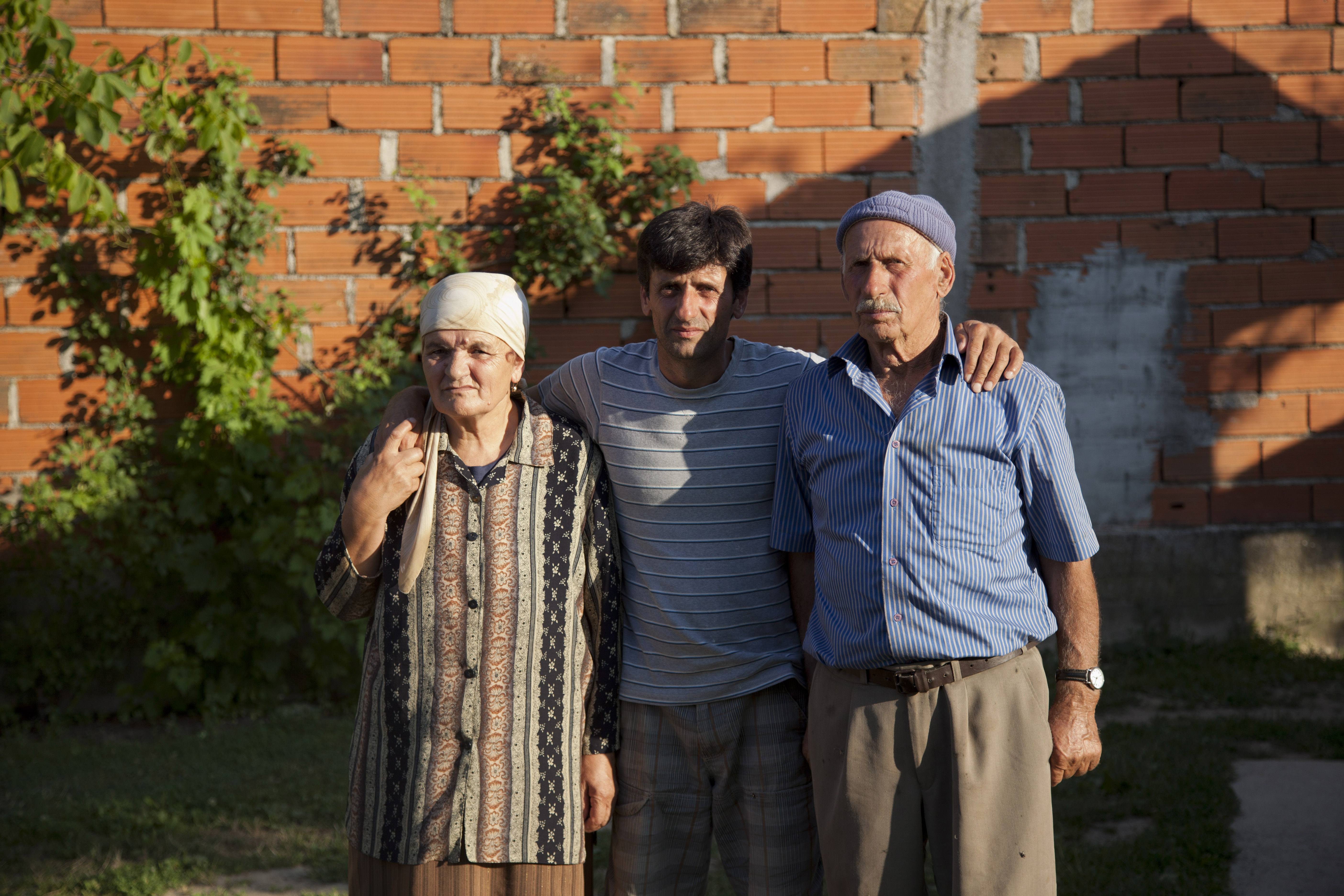
Ragip avec ses parents au Kosovo.

Ragip Haxhidema quitte le Kosovo à l'âge de vingt ans pour travailler en Suisse comme saisonnier puis fait venir sa famille au moment de la guerre en ex-Yougoslavie. Pour éviter les installations définitives, les autorités fédérales décide alors de reléguer les ressortissants ex-yougoslaves dans "le troisième cercle" : les nouveaux arrivants peuvent demander l'asile, mais n'ont plus le droit de travailler. Lorsque la Suisse abroge le statut de saisonnier en 2002, il se retrouve du jour au lendemain sans-papier comme des milliers d'autres ex-Yougoslaves dans son cas. Il continue à travailler clandestinement dans la construction, tout en payant ses impôts et cotisations sociales. Souffrant d'un accident de travail et sans statut légal, il est arrêté à Genève avant d’être expulsé de force au Kosovo après avoir travaillé pendant 20 ans en Suisse. Sa femme et ses enfants scolarisés à Genève réussissent à se cacher pour éviter de subir le même sort. Il retourne dans la ferme familiale près de Ferisaj, tout juste toléré par son père qui lui reproche d’avoir choisi l’exil plutôt que de rester au pays et reprendre le petit domaine familial. Ragip n’a qu’une idée en tête : revenir en Suisse pour retrouver sa famille. Mais pour financer ce voyage, il doit dénicher 3 000 CHF pour pouvoir payer les passeurs. 

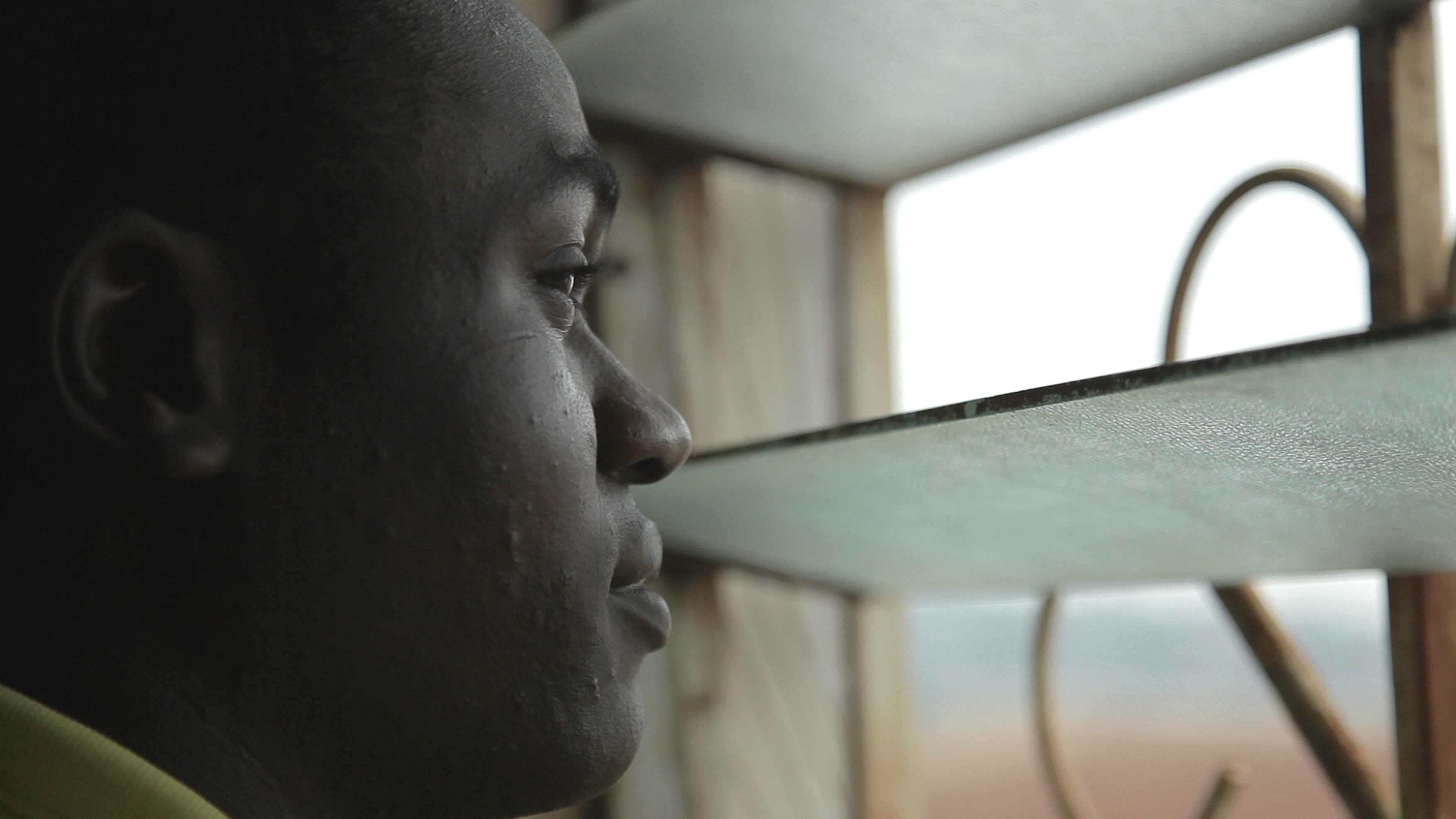
Geordry caché dans une maison à Yaoundé.

Geordry Emani craint de retourner au Cameroun. Alors que ses parents, poursuivis pour des motifs politiques, sont décédés dans des circonstances troublantes, il fuit le pays habillé en curé pour venir demander l'asile en Suisse. Après plusieurs années d'attente d'une décision finale où il s'efforce de s'intégrer et travailler, l'Office fédéral des migrations estime que rien ne prouve que le jeune homme est menacé. À son retour forcé à Yaoundé, Geordry est convoqué par la police puis emprisonné et torturé pour avoir «sali l'honneur du pays». Les autorités du pays ont reçu plusieurs pièces de sa demande d'asile en Suisse. Cette fuite a fait l'objet d'une enquête administrative à l'Office fédéral des migrations et la faute est reconnue par son directeur Mario Gattiker. Après avoir fait une seconde demande d'asile à l'ambassade suisse, il vit caché à Yaoundé de peur que les autorités camerounaise l'arrêtent à nouveau. Sans grand espoir de réussite, il espère pouvoir trouver refuge dans un pays voisin.

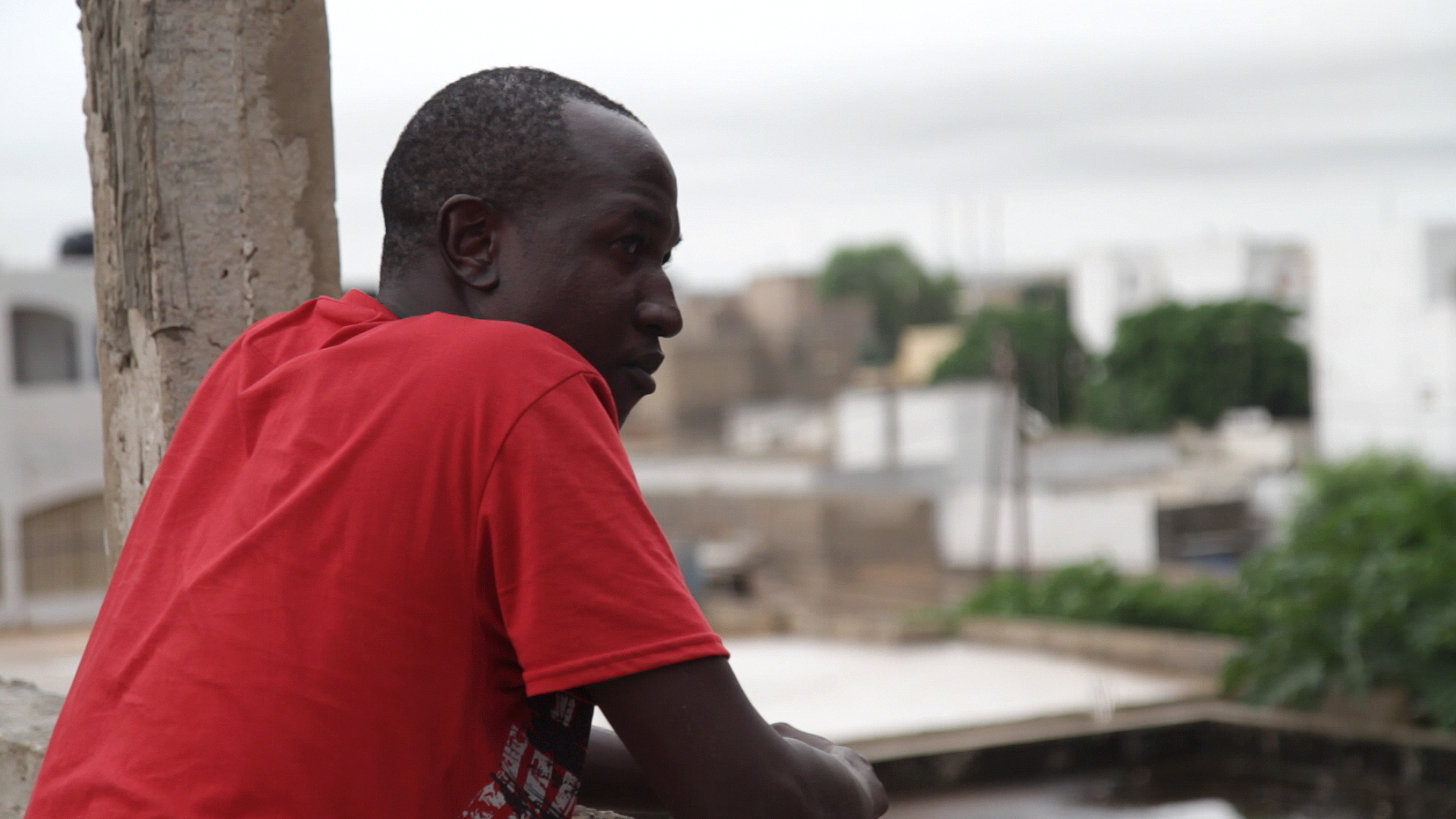
Dia à Rufisque dans la banlieue de Dakar.

Dia Douma est expulsé au Sénégal après quinze années passées en Suisse. Musicien et manager d'un groupe africain, il omet de renouveler son titre de séjour et se retrouve sans-papier. Malgré une injonction de quitter le territoire, il essaie de rester à Lausanne. À la suite d'une légère infraction sur les stupéfiants, il se retrouve dans le couloir des expulsés. La honte de ce fiasco est si amer qu’il dissimule à sa famille les raisons de son retour au Sénégal. Il vit cloîtré chez sa sœur à Rufisque, évitant les habitants de son quartier qui lui réclament des présents comme à la plupart de ceux qui rentrent d'Europe. «Régulièrement, je m’endors à Lausanne et je me réveille au Sénégal», raconte-t-il. Déconsidéré, exclu socialement, il vit dans la honte et le non-dit, avec la souffrance d’être séparé de ses quatre enfants restés en Suisse. «Ma fille me demande pourquoi je ne suis pas là, et si je suis en tournée ».

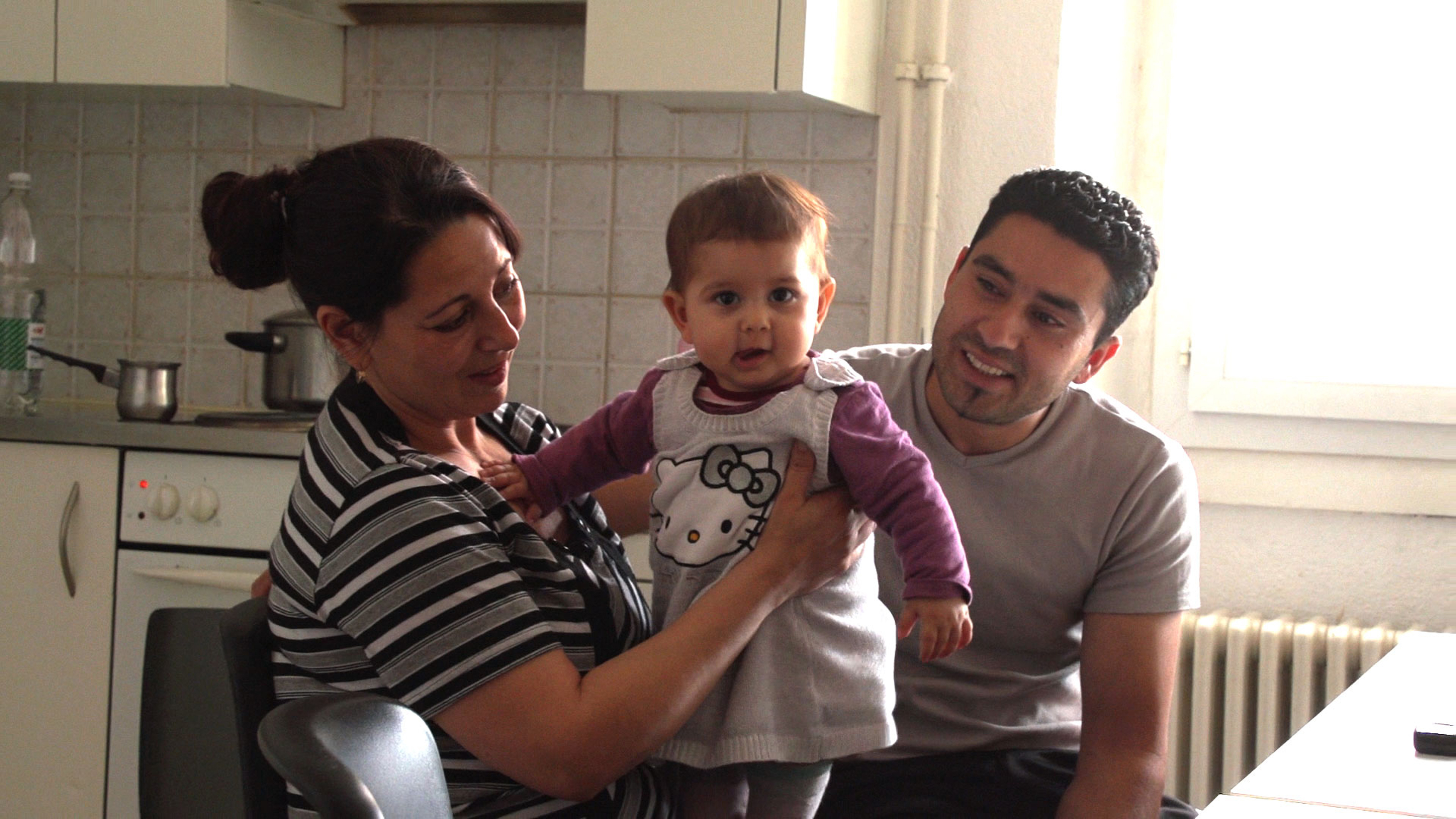
Jeton avec sa femme et leur enfant.

Jeton Idrizi est Rom du Kosovo, mais il grandit avec ses frères en Allemagne. Alors qu'il rejoint en voiture sa fiancée qui réside en Suisse, il est arrêté pour un simple contrôle de vignette automobile. Jeton est détenu administrativement pour séjour illégal alors que sa procédure de mariage est en cours. Il refuse un départ volontaire au Kosovo où sa communauté est persécutée,. À la suite du décès d’un requérant pendant sa détention à Frambois, les vols spéciaux sont suspendus temporairement et Jeton libéré. Il parvient à se marier in extremis en décembre 2010. En effet,depuis 2011, la Suisse interdit les mariages aux sans papiers. Malgré cette union et un travail, rien n’est acquis pour cette famille au bénéfice d'une admission provisoire qui risque toujours l’expulsion.

## Fiche technique
- Titre original : Le monde est comme ça
- Titre anglais : The World is Like That
- Réalisation, image et production : Fernand Melgar
- son : Elise Shubs
- Montage : Karine Sudan
- En coproduction avec : RTS - Unité documentaire, SSR SRG, Arte,
- Avec le soutien de : Office fédéral de la culture, Cineforom
- Distribution : Fernand Melgar
- Pays d'origine :  Suisse
- Langue originale : français
- Format : 2K, 1.78, couleur, stéréo
- Genre : Film documentaire
- Durée : 51 minutes
- Diffusion TV :
  -  Suisse : au cinéma 19 février 2014; RTS Deux : 10 mars 2014 à 21h45
  - , TV5 : 29 avril 2014
  -  France, Arte : 15 juillet 2014
  -  Belgique, TV5 : 28 septembre 2015

## Production

### Contexte
Loi fédérale sur les mesures de contrainte en matière de droit des étrangers permet de priver de liberté pour une période maximale de 18 mois tout étranger en situation irrégulière ans l’attente de son expulsion du territoire helvétique. Défendue par le Conseil fédéral comme une loi pour « maintenir la tradition humanitaire » mais qui ne veut plus « qu'on abuse de notre hospitalité », un comité a demandé un référendum contre ce projet arguant que ce projet loi est « injuste, anticonstitutionnelle et clairement contraire au conventions internationales en matière des droits de l'homme ». Les Suisses plébiscite cette loi le 4 décembre 1994 à 72.9% de oui et tous les cantons l’ont acceptée. La détention administrative n’a pas pour but de punir ou de sanctionner un délit au sens du Code pénal suisse. La Commission nationale de prévention de la torture indique que « le régime de la détention administrative doit en effet être clairement distinct du régime de l’exécution des peines, car les personnes ne sont pas privées de leur liberté parce qu’elles ont commis une infraction mais dans le but de garantir l’exécution de leur renvoi ».  

### Genèse
Le film Vol Spécial a suscité en Suisse et à l’étranger une prise de conscience sur les conditions de renvoi des migrants en situation irrégulière. Le public a pu découvrir le destin de pères séparés de leurs enfants, de requérants d’asile déboutés craignant des représailles et de travailleurs usés par une vie de clandestin. Au-delà des statistiques, des visages ont été mis sur ces drames singuliers de la migration. Dans les débats qui ont suivi les projections, une question revient : que deviennent ces expulsés de retour au pays ? A cette inconnue qui concerne le retour forcé de milliers de migrants clandestins chaque année, peu d'étude existe. Fernand Melgar a maintenu le contact avec la plupart des expulsés du film. Il a ainsi pris la mesure de ce que peut représenter un échec migratoire et la souffrance qui l’accompagne. L’expulsion est assortie d’une sanction supplémentaire : l’exclusion du territoire Schengen pour une durée pouvant aller jusqu'à 10 ans. 

### Tournage
Une année après le tournage de Vol spécial, le réalisateur a décidé de retrouver sur place, dans leur pays d’origine, au sein de leur famille, ceux qui ont tout perdu afin de recueillir leur témoignage. Un périple l'a conduit dans la banlieue de Dakar, sur les côtes de Gambie, dans la campagne kosovare, dans les quartiers populaire de Yaoundé et dans sa ville à Lausanne. Grâce aux liens et à la confiance développés pendant le tournage, les expulsés se sont livrés à cœur ouvert. Ils ont confié ce que représente ce retour forcé au pays les poches vides, la honte qu’ils subissent aux yeux de leur famille qui a tout misé sur eux. Ils sont devenus malgré eux des parias qui n’ont qu’une issue : retourner en Europe avec tous les risques que cela comporte. Vol Spécial se caractérisait par un style en cinéma direct. Le monde est comme ça donne la parole à cinq expulsés sous forme d’entretiens se mêlant à des lieux symboliques et à des rencontres avec des proches. Quelques photos personnelles ponctuent le récit.

## Accueil
Freddy Landry de l'Évènement Syndical souligne que « le cinéma oublie trop souvent ceux qu'il a rencontrés ou abandonne le sujet qui a retenu son attention. [...] Melgar fait œuvre informative et humaniste, utile et indispensable en apportant de huit des trente "refusés" de Vol spécial ». Antoine Duplan du Temps estime que « Le Monde est comme ça, un avenant bouleversant nécessaire à Vol spécial ».

## Distinctions

### Récompenses
- 2013 : Prix « Migrants et voyageurs, Festival du film africain de Vérone (it).
- 2013 : Prix du jury universitaire, MEDFILM festival, Rome[25].

### Nominations et sélections
- 2013 : meilleur documentaire, 10e Escales Documentaires de Libreville[26] ;
- 2013 : meilleur documentaire, Panazorean international film festival, Açores[27] ;
- 2014 : sélection officielle aux Journées cinématographiques de Soleure.